# Lupid
Lupid (Eigenschreibweise: LUPID) ist eine deutsche Pop-Band, bestehend aus Tobias Hundt, Patrick Serafin und Markus Strassheim aus Gießen, die 2015 gegründet wurde.

## Geschichte
Tobias Hundt, Sänger, Songwriter und Kopf der Band Lupid, hat bereits drei Platten mit seiner alten Band Tobias Hundt aufgenommen. Tobias Hundt und Band spielten viele Konzerte in ganz Deutschland und veröffentlichten gemeinsam mit Samuel Harfst und Johannes Falk die Single Mehr als genug.
Nachdem zwei Gründungsmitglieder die Gruppe verlassen hatten, startete Tobias Hundt mit Patrick Serafin (Bass, Keyboard) und Markus Strassheim (Schlagzeug) Ende 2015 den Neustart unter dem Namen Lupid. Die drei kennen sich schon seit der Schulzeit in Gießen, wo sie immer noch zuhause sind und mit befreundeten Musikern das Greycube Studio betreiben.
2016 unterschrieb Lupid einen Plattenvertrag bei Air Force One Records/Universal Music und veröffentlichte 2018 darunter sein erstes Studioalbum Am Ende des Tages.
Aus diesem Album gingen drei Singles hervor, Sag meinen Namen, Aus allen Wolken und Am Ende des Tages, mit dem Duisburger Rapper Majoe.
2018 lösten sie einvernehmlich den Vertrag mit Air Force One Records/Universal Music auf.
2019 veröffentlichte Lupid unter eigenem Label zwei Singles, Lieb mich jetzt und Happy End.

## Diskografie

### Alben
- 2018: Am Ende des Tages,  Air Force One Records/Universal Music
- 2020: Drahtseilakt (Selbstveröffentlichung)

### EPs
- 2016: Lupid, Air Force One Records/Universal Music
- 2021: Hören, was ich denk (Selbstveröffentlichung)

### Singles
- 2016: Sag meinen Namen
- 2017: Aus allen Wolken
- 2018: Am Ende des Tages (ft. Majoe), Air Force One Records/Universal Music
- 2019: Lieb mich jetzt, Air Force One Records/Universal Music
- 2019: Happy End, Air Force One Records/Universal Music